# Лобино
Лобино — село в Краснозёрском районе Новосибирской области. Административный центр Лобинского сельсовета

## История
Село Лобино основано в 1834 году.
В 1834 году из посёлка Исашино (Томской губернии, другое название — Осинников) пришло 5 хозяйств: Новиков, Прихватилов, Калашников, Милованов и поселились в северо-западной части озера Лобино. Это было не село и не посёлок, а назвали просто заимка Лобино (по озеру).
Вначале строили шалаши из веток и покрывали травой, затем — дома. Застраиваться начали от центра и в обе стороны на север и на юг. В первые годы было дворов 30, а затем за 4 – 5 лет образовалось большое село. Впервые начали застраиваться улицы Полтава и Кароча.
В 1894 году была построена церковь, а в 1900 году построили школу.
В 1914 году выделился посёлок Павловка, который находится в 11 км. от села.
В 1926 году выделилось ещё 2 посёлка: Ганино и Семихатка.
В 1927 году из села Лобино выделилось 5 посёлков: Афанасьево, Шишики, Палкин-Водопой, Ново-Лобино, Карасево. Это выделение было вторичное, так как до этого ещё выделилось село Аксёниха, которое находится в восемнадцати километрах от с.Лобино.
В 1910 году в Лобино насчитывалось 850 дворов.
В 1926 году в селе Лобино был построен маслозавод, который перерабатывал 15000 центнеров молока и 1300 центнеров масла в течение года.
Здание больницы перестроено в 1930 году. До 1934 года в нём проходили все культурные мероприятия, там же была изба-читальня.
В 1959 году весной стали создавать СПТУ, в котором и сейчас готовят трактористов-машинистов широкого профиля.

## Население
| 2002 | 2007  | 2010 |
| ---- | ----- | ---- |
| 1040 | ↘1008 | ↘840 |

Национальный состав
Этнический состав населения следующий: русские, немцы, украинцы, белорусы, татары, казахи.

## Инфраструктура
В селе находится социально-реабилитационный центр для несовершеннолетних, обеспечивающий временное проживание и социальную реабилитацию несовершеннолетних, оказавшихся в трудной жизненной ситуации и нуждающихся в экстренной социальной помощи государства.